# Holger Hiemann
Holger Hiemann (* 12. Januar 1968 in Karl-Marx-Stadt) ist ein ehemaliger deutscher Fußballtorwart, der unter anderem in der DDR-Oberliga und der Bundesliga spielte.

## Sportliche Laufbahn

### BSG-, Club- und Vereinsstationen
Holger Hiemann begann seine Karriere 1979 bei der BSG Post Karl-Marx-Stadt und wechselte 1983 in den Nachwuchs des FC Karl-Marx-Stadt. Mit der Jugend und den Junioren des FCK wurde er 1984 FDJ-Pokalsieger beziehungsweise 1986 DDR-Meister.
Für die erste Mannschaft des FC Karl-Marx-Stadt bestritt der 1,86 Meter große Hiemann 44 DDR-Oberliga-Spiele und wurde mit den Sachsen 1990 DDR-Vizemeister. Sein erstes DDR-Oberligaspiel absolvierte er, vor der Spielzeit 1986/87 eher als Torwart Nummer 3 hinter Michael Kompalla und Thomas Michalowski eingeordnet, am 28. Februar 1987 in der Begegnung FCK gegen Energie Cottbus (0:0). Hiemann wurde in dieser Saison nach seinem Premiereinsatz am 2. Rückrundenspieltag umgehend Stammkeeper und bestritt bis zur 26. Runde alle Ligapartien im Tor der Karl-Marx-Städter.
Nach der Wende wurde der FC Karl-Marx-Stadt in Chemnitzer FC umbenannt und spielte ab 1991 mit Hiemann in der 2. Bundesliga Süd beziehungsweise ab 1992 in der eingleisigen 2. Bundesliga. Sein erstes Spiel in der 2. Liga absolvierte Hiemann am 24. Juli 1991 gegen den 1. FSV Mainz 05. In seiner Zeit bei der ersten Mannschaft des FCK/CFC Ende der 1980er- und Anfang der 1990er-Jahre wechselte er sich immer wieder mit Jens Schmidt im Tor der Himmelblauen ab. Im Rahmen der 1989/90 im DDR-Fußball eröffneten Möglichkeit einer Gastspielgenehmigung für Oberligafußballer in der zweitklassigen Liga wurde der Torwart im Frühjahr in sechs Spielen bei der BSG dkk Scharfenstein/Krumhermersdorf aufgeboten. In vier Spielzeiten der gesamtdeutschen Zweitklassigkeit wurde er in 91 Partien für die Chemnitzer eingesetzt.
1995 wechselte er zum Hamburger SV in die Bundesliga. Seinen ersten Bundesligaeinsatz hatte er am 8. Dezember 1995 gegen Eintracht Frankfurt. In Hamburg war er nur Ersatztorwart hinter Richard Golz und kam in zwei Jahren auf fünf Einsätze in der Bundesliga und einen im DFB-Pokal. Nach seinem Wechsel zum VfL Wolfsburg 1997 absolvierte Holger Hiemann noch sechs weitere Bundesligaspiele.
Besondere Aufmerksamkeit erregte Holger Hiemann am 17. April 1996 beim Bundesligaspiel gegen Hansa Rostock, als aufgrund einer Verletzungsmisere des HSV Stammtorhüter Richard Golz als „Einwechsel-Stürmer“ eingesetzt wurde: Ersatztorhüter Holger Hiemann wurde für den Stürmer Daniel Stendel eingewechselt und übernahm den Platz im Tor, Golz wechselte in den Sturm.
2001 kehrte er zum Chemnitzer FC in die Regionalliga Nord zurück. Dort spielte er in den folgenden drei Jahren 64 Mal in der Regionalliga und einmal im DFB-Pokal.

### Auswahleinsätze
Im Herbst 1986 gewann er mit der DDR-U-19 die Junioreneuropameisterschaft in Jugoslawien. Seine Leistung beim Turnier wurde von der DDR-Fußballfachzeitung fuwo in ihrem Resümee wie folgt zusammengefasst: „Ein stets sehr zuverlässiger Schlußmann, eine wesentliche Stütze unserer Abwehr.“ Die Junioreneuropameister erhielten Ende dieses Jahres im Rahmen einer Leserumfrage in der Kategorie Mannschaft vor den Schwimm- und Volleyballnationalmannschaften der Frauen, die die Plätze 2 und 3 belegten, die Auszeichnung Sportler des Jahres in der DDR.
Holger Hiemann nahm ebenfalls an der U-20-Weltmeisterschaft 1987 in Chile teil, bei der die ostdeutsche Elf Dritter wurde. Stammkeeper bei diesem Turnier war der Leipziger Lok-Torwart Ingo Saager, aber der FCK-Schlussmann war im nach Elfmeterschießen gewonnenen kleinen Finale gegen den Gastgeber nach seiner Einwechslung in der 83. Minute entscheidend am Gewinn der Bronzemedaille beteiligt.
Im Anschluss an die Juniorenzeit rückte er in die Nachwuchsauswahl auf. Für die Qualifikationsspiele zur U-21-EM 1990 setzten die Auswahlverantwortlichen aber auf den BFC-Torsteher Oskar Kosche. Insgesamt stand er zwischen 1986 und 1989 für die U-18, U-19, U-20 und U-21 des DFV in zwölf Länderspielen zwischen den Pfosten.

## Trainerlaufbahn
Von 2010 bis 2018 war Hiemann als Torwarttrainer bei seinem Stammverein Chemnitzer FC sowie im Nachwuchs tätig.